# Демидович Вадим Володимирович
Вадим Володимирович Демидович (біл. Вадзім Уладзіміравіч Дземідовіч; нар. 20 вересня 1985, Берестя, Білоруська РСР) — білоруський футболіст, нападник аматорського клубу «Брестжитлобуд» (Берестя). Рідний брат захисника Олександра Демидовича.

## Клубна кар'єра
Розпочав кар'єру у берестейському «Динамо» як півзахисник. У 2010-2011 роках грав за гродненський «Німан», переважно на позиції нападника.
На початку сезону 2012 року потрапив до складу «Гомеля», а в серпні того ж року перейшов до «Торпедо-БелАЗу». Через травму зміг провести лише 5 матчів за «Торпедо-БелАЗ» та у листопаді залишив клуб.
У січні 2013 року став гравцем бобруйскої «Білшини». У «Білшині» спочатку виходив переважно на заміну, а в липні став гравцем стартового складу. Тоді ж краще виявив себе, відзначився 4-ма голами у трьох матчах поспіль. Згодом знову втратив місце в основі.
У січні 2014 року перейшов у новополоцький «Нафтан». Незабаром закріпився в основному складі новополоцького клубу на позиції центрального нападника. З 9-ма голами став найкращим бомбардиром клубу в сезоні 2014. У лютому 2015 року на рік продовжив контракт із «Нафтаном». У першій половині сезону 2015 року забив 4 м'ячі в 13 матчах, що знову стало найкращим показником у команді на даному етапі.
17 липня 2015 року став гравцем жодинського «Торпедо-БелАЗ», де вже грав трьома роками раніше. У складі команди зміг закріпитися як основний нападник. У січні 2016 року продовжив контракт із клубом. У сезоні 2016 року став найкращим бомбардиром команди, відзначився 12-ма голами.
9 січня 2017 року уклав контракт з мінським «Динамо». Не зміг закріпитися у стартовому складі динамівців, найчастіше виходив на заміну наприкінці матчів.
Влітку 2017 року перейшов до «Мінська». Спочатку виступав в основі «міщан», але з жовтня грав за дублюючий склад. У листопаді того ж року після закінчення контракту залишив столичну команду.
У березні 2018 року почав тренуватися з мінським «Торпедо» (Мн) й незабаром підписав контракт з клубом. У 11 матчах за «Торпедо» відзначився двома голами (обидва з пенальті) і вже в червні залишив команду. У серпні 2018 року після перегляду став гравцем могильовського «Дніпра». Стабільно грав в основному складі могильовчан, але не відзначився жодним голом та не зміг врятувати команду від вильоту до першої ліги. У грудні 2018 року залишив могильовський клуб.
З січня 2019 року перебував на перегляді в берестейському «Русі», зяким і підписав контракт. З 12-ма голами став найкращим бомбардиром команди у сезоні та допоміг їй вийти у Вищу лігу.
На початку 2020 року завершив кар'єру та перейшов на тренерську роботу до дублюючого складу «Руху».
На початку 2021 року як аматор почав виступати за «Брестжитлобуд» у Другій лізі.

## Клубна статистика
| Сезон    | Дивізіон | Клуб                | Країна   | Матчі | Голи |
| -------- | -------- | ------------------- | -------- | ----- | ---- |
| 2004     | Д1       | «Динамо-Берестя»    | Білорусь | 1     | 0    |
| 2005     | Д1       | «Динамо-Берестя»    | Білорусь | 4     | 1    |
| 2006     | Д1       | «Динамо-Берестя»    | Білорусь | 17    | 1    |
| 2007     | Д1       | «Динамо-Берестя»    | Білорусь | 15    | 0    |
| 2008     | Д1       | «Динамо-Берестя»    | Білорусь | 12    | 0    |
| 2009     | Д1       | «Динамо-Берестя»    | Білорусь | 13    | 2    |
| 2010     | Д1       | «Німан» (Гродно)    | Білорусь | 29    | 5    |
| 2011     | Д1       | «Німан» (Гродно)    | Білорусь | 31    | 5    |
| 2012 (1) | Д1       | «Гомель»            | Білорусь | 13    | 2    |
| 2012 (2) | Д1       | «Торпедо-БелАЗ»     | Білорусь | 5     | 0    |
| 2013     | Д1       | «Білшина»           | Білорусь | 22    | 6    |
| 2014     | Д1       | «Нафтан»            | Білорусь | 31    | 9    |
| 2015 (1) | Д1       | «Нафтан»            | Білорусь | 13    | 4    |
| 2015 (2) | Д1       | «Торпедо-БелАЗ»     | Білорусь | 11    | 5    |
| 2016     | Д1       | «Торпедо-БелАЗ»     | Білорусь | 30    | 12   |
| 2017 (1) | Д1       | «Динамо» (Мінськ)   | Білорусь | 7     | 0    |
| 2017 (2) | Д1       | «Мінськ»            | Білорусь | 8     | 0    |
| 2018 (1) | Д1       | «Торпедо» (Мінськ)  | Білорусь | 11    | 2    |
| 2018 (2) | Д1       | «Дніпро» (Могильов) | Білорусь | 11    | 0    |
| 2019     | Д2       | «Рух» (Берестя)     | Білорусь | 27    | 12   |

## Досягнення
- Кубок Білорусі
  -  Володар (2): 2006/07, 2015/16

- Суперкубок Білорусі
  -  Володар (1): 2012

- У списку 22-ох найкращих футболістів чемпіонату Білорусі: 2016